# Inezita Barroso
Inezita Barroso, nome d'arte di Ignez Madalena Aranha de Lima (San Paolo, 4 marzo 1925 – San Paolo, 8 marzo 2015), è stata una cantante, attrice, compositrice e conduttrice televisiva e radiofonica brasiliana.

## Biografia
Nata a San Paolo il 4 marzo 1925 in una famiglia aristocratica, venne educata sin da bambina alla cultura e alla musica: cominciò a suonare viola e chitarra all'età di sette anni. Si iscrisse al Conservatorio di San Paolo per studiare piano, il che non le impedì di laurearsi in biblioteconomia alla USP (molti anni dopo le fu anche conferita una laurea honoris causa in folclore e arte digitale dall'Università di Lisbona). Per diverso tempo insegnò nelle Università Paulistane Unifai e Unicapital.
Assunse il cognome Barroso per matrimonio, nel 1947 a 22 anni, sposandosi con l'avvocato cearense Adolfo Cabral Barroso.
Nel 1951 fece il suo debutto come attrice cinematografica: prenderà parte a una decina di film in tutto. Fu nel cast di Destino em Apuros, prima pellicola brasiliana a colori.
Divenne cantante professionista nel 1953. Incise fra vinile e CD circa ottanta dischi, a partire dall'inizio degli anni cinquanta.
Dal 1980 condusse il programma di musica popolare Viola, Minha Viola, sull'emittente TV Cultura. Su SBT presentò la domenica mattina un programma musicale che portava il suo nome.

## Omaggi
- Nella cittadina di Americana le è stata dedicata una via.

## Premi e onorificenze
- Premio Governador do Estado 

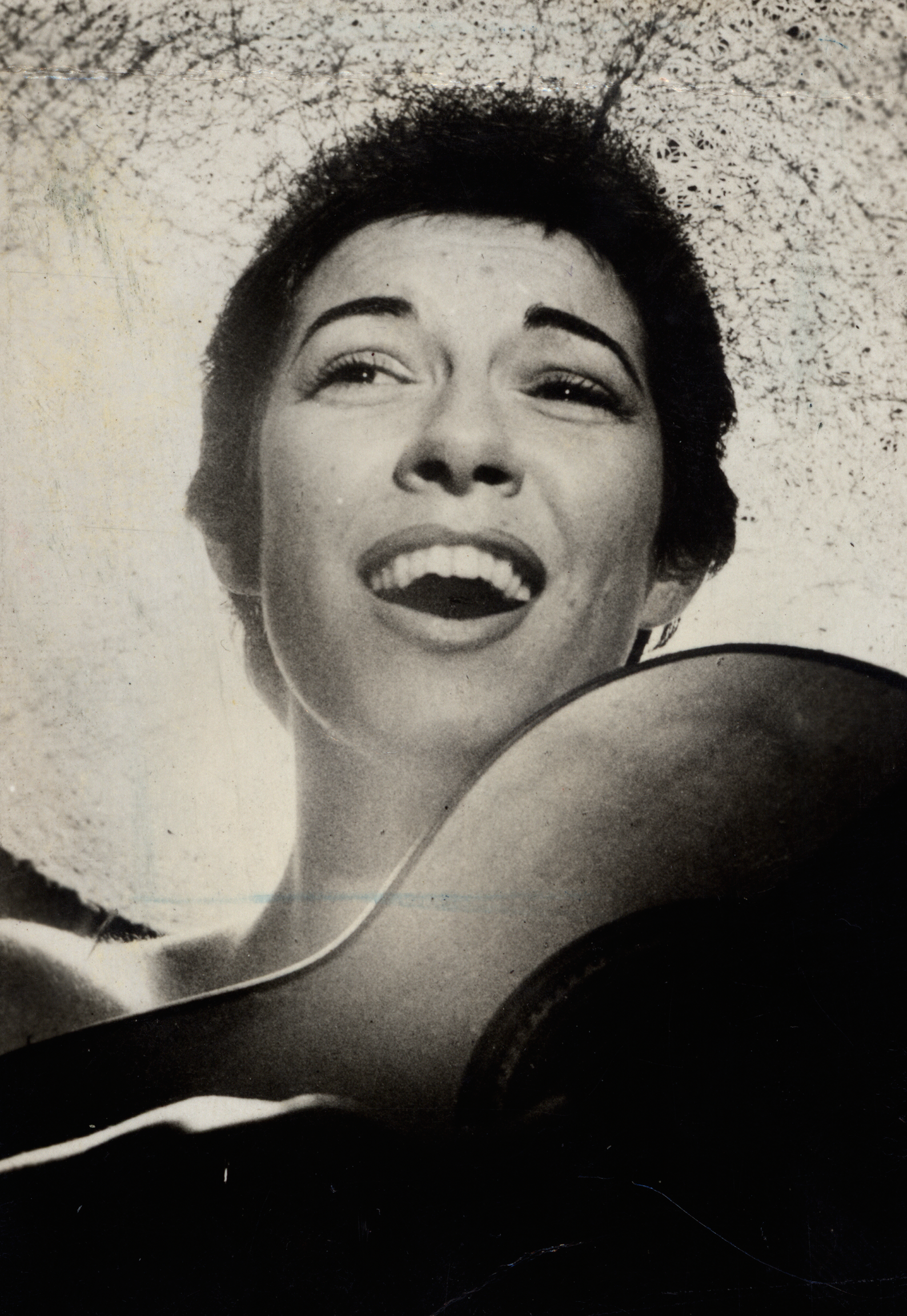
Inezita Barroso, 1956.

  - 1955 Miglior attrice per il film Mulher de Verdade
- Prêmio Saci
  - 1955 Miglior attrice per il film Mulher de Verdade
- Trofeo APCA, Gran Premio della critica per MPB[5]
  - 2010
- Cittadina Bonifaciana 2010 di José Bonifácio[6]
  - 2010

## Filmografia
- Ângela (1951)
- O Craque[7] (1953)
- Destino em Apuros (1954)
- É Proibido Beijar (1954)
- Mulher de Verdade[8] (1954)
- Carnaval em Lá Maior (1955)
- O Preço da Vitória[9] (1956)
- Isto é São Paulo (1970)
- Desejo Violento (1978)